# Christian Rupp
Christian Rupp (* 23. Juni 1954 in Wien) ist ein österreichischer Mikropaläontologe.
Christian Rupp studierte seit 1973 Paläontologie, Geologie und Zoologie an der Universität Wien, wo er 1985 im Fach Paläontologie auch zum Dr. phil. promoviert wurde. Seit 1986 arbeitet er an der Geologischen Bundesanstalt in Wien in der Abteilung Sedimentgeologie als Mikropaläontologe.

## Veröffentlichungen (Auswahl)
- Paläoökologie der Foraminiferen in der Sandschalerzone (Badenien, Miozän) des Wiener Beckens. In: Beiträge zur Paläontologie von Österreich. Band 12, 1986, S. 1–180 (zugleich Dissertation; zobodat.at [PDF]).

## Belege
- Helmuth Zapfe: Index Palaeontologicorum Austriae. Supplementum (= Catalogus fossilium Austriae. Heft 15a). Verlag der Österreichischen Akademie der Wissenschaften, Wien 1987, ISBN 3-7001-0948-2, S. 192 (zobodat.at [PDF; 455 kB]).